# Dětské hry
Dětské hry je pískovcová skulptura v exteriéru části Povel města Olomouc v okrese Olomouc v Olomouckém kraji. Autory díla jsou Karel Hořínek (1936–2021) a Vít Adamec (*1925).

## Historie a popis díla
Zadání olomoucké komise Českého fondu výtvarných umění z roku 1978 byla „figurální kompozice na soudobý společenský námět“ umístěná v Janského ulici u samoobsluhy na panelovém sídlišti F2. Zakázku původně získal uherskobrodský sochař Lubomír Janečka, který následně zakázky vzdal pro názorové neshody týkající se díla. K vytvoření díla byl pak povolán olomoucký Karel Hořínek, který se po složitých a náročných názorových jednáních s komisí vytvořil z maletínského pískovce skulpturu dvou sedících dětských figur - chlapce a dívky s míčem. Na tvorbě díla spolupracoval Vít Adamec. Sousoší se na určeném místě, tehdy ještě staveniště, kolaudovalo v květnu 1983. Dílo bylo vandalismem poškozeno v září 1983 (uražená hlava chlapce) a v roce 1987 (uražená a ukradená hlava dívky). Při bližším zkoumání díla jsou opravy na díle patrné. I když dílo vzniklo v období socialismu, tak jeho vyznění je apolitické.

## Další informace
V blízkosti se nachází socha Jarní píseň.

## Galerie

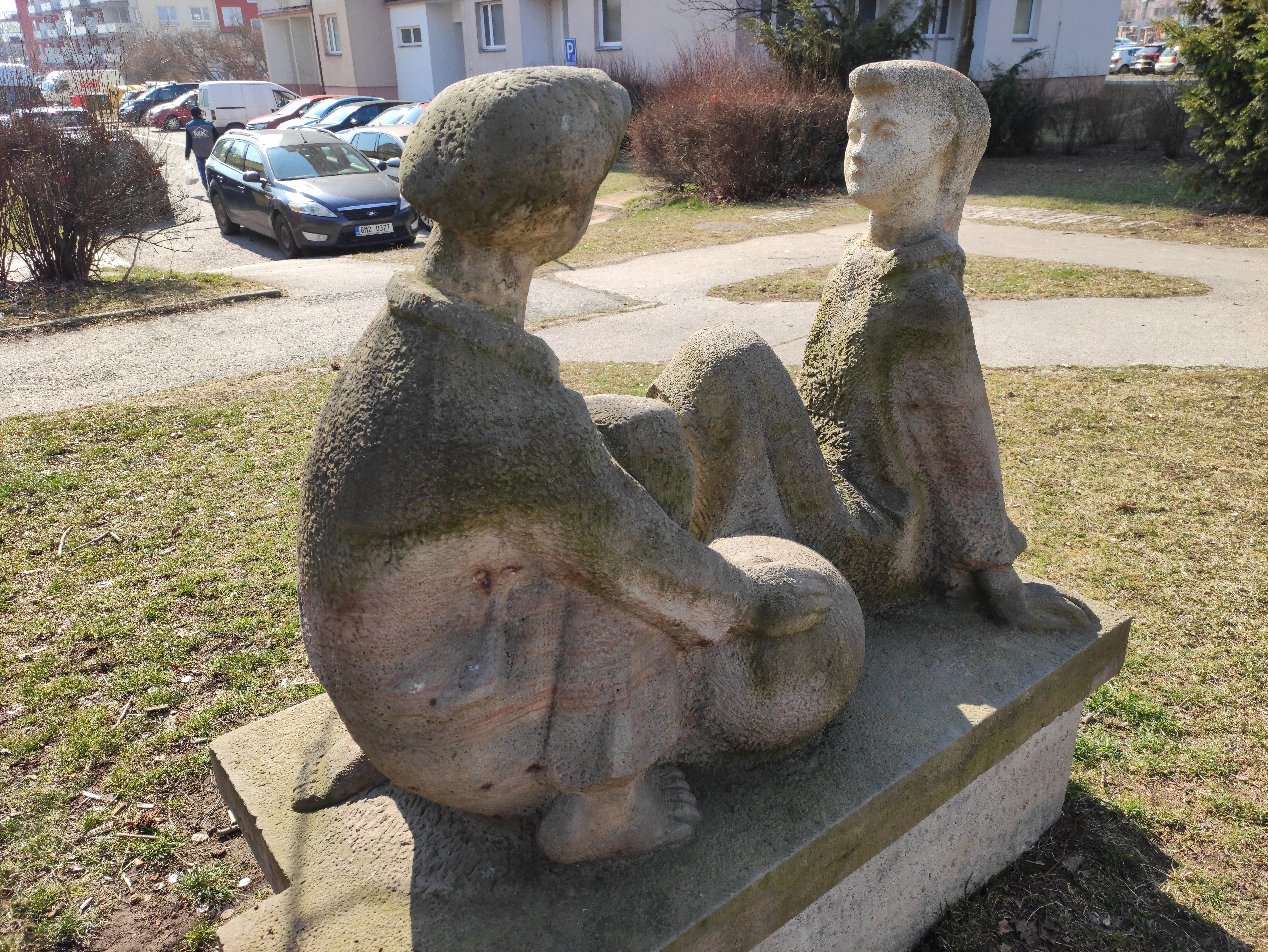
Pohled na dílo směrem k sídlišti F2
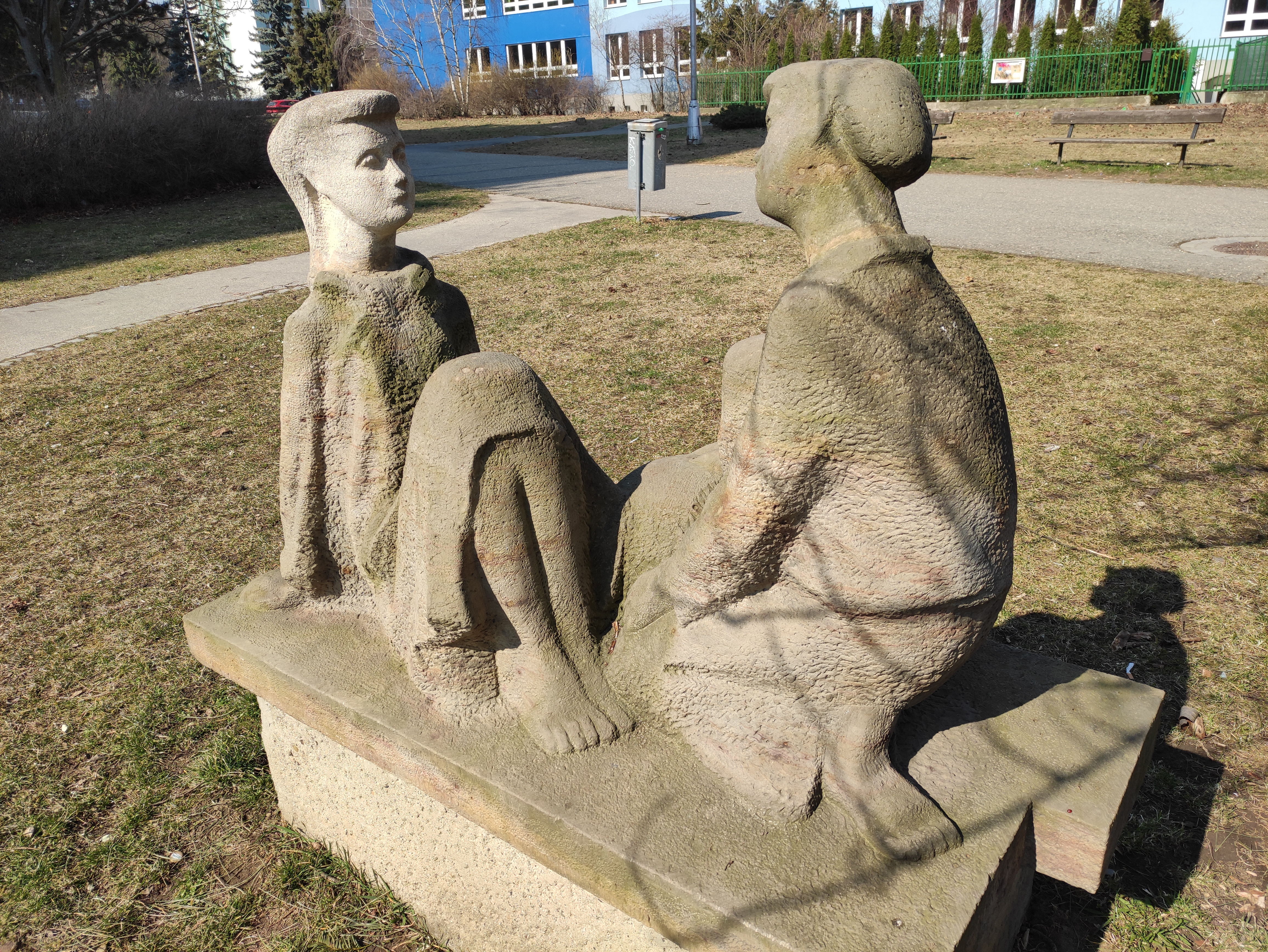
Pohled na dílo směrem k sídlišti F2